# Калуский, Витольд
Витольд Калуский (пол. Witold Kałuski; 3 января 1922, Варшава — 21 января 1991, там же) — польский актёр и певец.

## Биография
Во время второй мировой войны сражался в рядах Армии Крайовой. Участник варшавского восстания (1944 года).
В 1946 окончил актëрскую студию в Гданьске, в 1947 — студию драматического искусства.
Играл на сценах театров: «Wybrzeże» в Гданьске (1946—1948), «Польский» в Познани (1948—1949), Драматический в Щецине (1949—1951). Позже — актёр варшавских театров: «Музыкального» (1951—1953), «Атенеум» (1953—1955), Комедии (1956—1964, 1972—1979), Классического (1964—1971).
Снимался в кино, на телевидении. Принимал участие в радиоспектаклях.
Был широко известен как исполнитель военных, особенно повстанческих песен.

## Избранная фильмография
- 1959 — Покушение / Zamach — Врач
- 1963 — Год пурпурной розы / Godzina pąsowej róży — кавалер на улице
- 1969 — Приключения канонира Доласа, или Как я развязал Вторую мировую войну / Jak rozpętałem II Wojnę Światową — итальянский капитан
- 1969 — Человек с ордером на квартиру / Człowiek z M-3 — бывший муж Каси, оперный певец
- 1971 — Вызов / Wezwanie — Антони, брат Ядвиги
- 1973 — Разыскиваемый, разыскиваемая / Poszukiwany — poszukiwana — Гурецкий
- 1975 — Сорокалетний / Czterdziestolatek (ТВ сериал, 1974—1977) — инженер Блиняк
- 1975 — Ночи и дни / Noce i dniе — свидетель на венчании Богумила и Барбары
- 1977 — Один на один / Sam na sam — директор «Польской моды»
- 1979 — Барышни из Вилько / Panny z Wilka — кучер в Вилько
- 1980 — Дом / Dom (ТВ сериал, 1980—2000) — кельнер в заведении
- 1980 — Мишка / Miś — билетёр
- 1981 — Человек из железа / Człowiek z żelaza — эпизод
- 1981 — Возрождения Польши / Polonia Restituta (ТВ сериал) — американский политик
- 1988 — В лабиринте / W labiryncie — эпизод и др.

## Награды
- Крест Храбрых
- Партизанский крест
- Медаль 10-летия Народной Польши
- Медаль 40-летия Народной Польши
- Медаль «За Варшаву 1939—1945»
- Медаль «Победы и Свободы»
- Памятный знак «За заслуги перед Варшавой»